# Roclassick
『Roclassick』（ロックラシック）は、BIGMAMAの1枚目のコンセプトアルバム。2010年10月6日にRX-RECORDSよりリリースされた。

## 概要
アルバムとしては前作『and yet, it moves 〜正しい地球の廻し方〜』より、11ヶ月ぶりのリリースとなる。コンセプトアルバムということで、「チャラララーンの歌」以外の7曲はMVとB1サイズの絵画が制作されている。CDのみのCD盤と、ボーナストラックを1曲加えたCDに7曲分のMVが収録されたDVDがついたCD+DVD盤の2形態でリリースされた。
今作は、バンドメンバーにヴァイオリンが存在するBIGMAMAならではの、ロックとクラシックを融合させた楽曲群たちが収録されたコンセプトアルバムであり、収録されている全楽曲が、既存のクラシック音楽のオマージュとなっている。また、今作の制作の経緯に至っては、2008年に発表した、パッヘルベルの「カノン」をモチーフにした楽曲「Cinderella 〜計算高いシンデレラ〜」の作成時に手ごたえを感じ、バンドの土台が出来上がる3rdアルバムリリース後くらいに、ロックとクラシックを融合させたアルバムを作りたいという思いから、制作に至った。また、人の記憶に強く残るものを考えたときに浮かんだものが、ロックとクラシックの融合であったと発言している。

## 楽曲解説
走れエロス
恋人の家に泊まることになった男が、必要なアレを買いに走っていく様を、太宰治作品の「走れメロス」のメロスに例えた楽曲。
制作時に「エロス」という言葉以外浮かばなかったため、このような楽曲が出来上がった。アルバムに封入されているセルフライナーノーツ内で、金井政人は「太宰治さんとヴィヴァルディさんに謝罪します」といった旨の発言をしている。
虹を食べたアイリス
原曲が『運命』と呼ばれた由来として「ベートーヴェンの弟子であるアントン・シンドラーが有名な『ジャジャジャジャーン』というフレーズに対し、『運命はこのように扉を叩く』と発言したからである」とされており、「誰が扉を叩いたのか」ということに着目されて作られたのがこの楽曲である。これを考えた結果、「虹を食べて世界から色を奪ってしまった少女が、暗い部屋に閉じこもり、色を奪い返しに来た群衆に叩かれる」という設定になり、この楽曲が作られた。
テレーゼのため息
「エリーゼのために」は元々「テレーゼのために」という曲名であったことから、名前を間違えることの罪を描いた楽曲。
ツルギが無い
インストゥルメンタル曲。
荒狂曲"シンセカイ"
BIGMAMAの代表曲の一つで、ライブの定番曲となっている。
4thアルバム『君がまたブラウスのボタンを留めるまで』に、リメイクされた楽曲が再収録されている。
原曲タイトルに「新世界」とつけられていることから、少年漫画『ONE PIECE』をイメージして作られた。
計算高いシンデレラ
3rdシングル『Weekly Fairy Tale』収録の「Opening」と「Cinderella〜計算高いシンデレラ〜」を1つのトラックに繋げてリメイクした楽曲。

## 収録曲

### CD
以下、CD+DVD盤のトラックリストである。CDのみのCD盤は、M-8のボーナストラックが無いほか、トラックの再生時間に若干の相違がある。
| 全作曲・編曲: BIGMAMA。 |                                                                    |           |            |      |
| #                       | タイトル                                                           | 作詞      | 作曲・編曲 | 時間 |
| 1.                      | 「走れエロス (ヴィヴァルディ『春』)」                              | 金井政人  | BIGMAMA    | 4:12 |
| 2.                      | 「虹を食べたアイリス (ベートーヴェン『運命』)」                    | 金井政人  | BIGMAMA    | 3:19 |
| 3.                      | 「テレーゼのため息 (ベートーヴェン『エリーゼのために』)」          | 金井政人  | BIGMAMA    | 2:22 |
| 4.                      | 「英雄を抱いてマリアは眠る (バッハ『フーガト短調』他)」            | 金井政人  | BIGMAMA    | 4:56 |
| 5.                      | 「ツルギが無い (ハチャトゥリアン『剣の舞』)」                      | -         | BIGMAMA    | 2:08 |
| 6.                      | 「荒狂曲"シンセカイ" (ドヴォルザーク『交響曲第9番"新世界より"』)」 | 金井政人  | BIGMAMA    | 3:54 |
| 7.                      | 「計算高いシンデレラ (パッヘルベル『カノン』)」                    | 金井政人  | BIGMAMA    | 5:36 |
| 8.                      | 「チャラララーンの歌（CD+DVD盤のみ収録のボーナストラック）」       | 金井政人  | BIGMAMA    | 2:31 |
| 合計時間:               | 合計時間:                                                          | 合計時間: | 28:58      |      |

### DVD（CD＋DVD盤のみ）
1. 走れエロス (Music Video)
2. 虹を食べたアイリス (Music Video)
3. テレーゼのため息 (Music Video)
4. 英雄を抱いてマリアは眠る (Music Video)
5. ツルギが無い (Music Video)
6. 荒狂曲"シンセカイ" (Music Video)
7. 計算高いシンデレラ (Music Video)